# Галифе, Гастон Александр Огюст де
Гасто́н Алекса́ндр Огю́ст де Галифе́, Галиффе, Галлиффе (фр. Gaston Alexandre Auguste de Galliffet; 23 января 1830, Париж — 8 июля 1909, Париж) — маркиз, французский кавалерийский генерал, военный министр (1899—1900 годы), известен как создатель брюк галифе и один из усмирителей Парижской Коммуны.

## Биография

### Ранние годы. Вторая империя
В 1848 году поступил вольноопределяющимся в 1-й кавалерийский полк и 1853 году был определён в младшие лейтенанты гвардии.

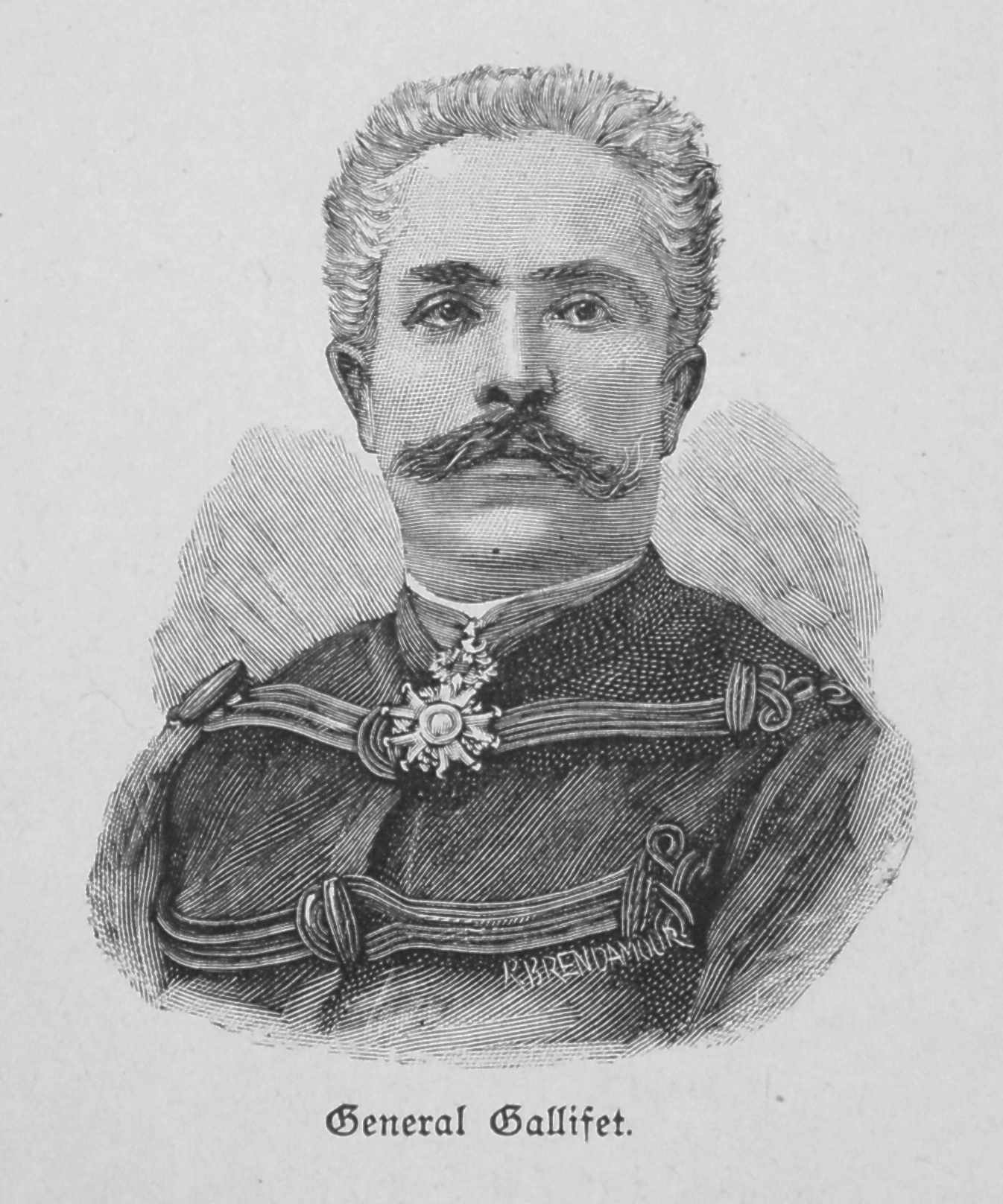
Генерал Галифе (ок. 1870)

Во время Крымской войны 1853—1855 годов в штабе генерала Боске отправился в Крым и за отличие в одном из штурмов Севастополя был награждён Орденом Почётного легиона. В 1857 году переведён во 2-й мусульманский кавалерийский полк. С ним Галифе участвовал в экспедициях в Африке и в итальянской кампании 1859 года.
В 1862 году командирован в распоряжение командующего экспедиционными войсками в Мексике. Участвовал в походе в Мексику. Отличился при взятии Гваделупского монастыря при Пуэбле, где был тяжело ранен в живот (впоследствии носил стальную пластину, предохраняющую повреждённое место).
В 1863 году назначен командиром эскадрона 1-го гусарского полка, вернулся во Францию со взятыми у мексиканцев знамёнами и после окончательного выздоровления был снова направлен на службу в Африку, где служил до 1866 года, когда был переведён в 12-й кавалерийско-стрелковый полк и снова направлен в Мексику. Там, за боевое отличие в сражении при Меделлине был произведён 7 января 1867 года в полковники и переведён в 8-й гусарский полк.
Вернувшись в Алжир, Галифе был назначен командиром 3-го полка конных африканских стрелков.

### Франко-прусская война и Парижская Коммуна
С началом франко-прусской войны 1870—1871 годов подал прошение о переводе в состав Рейнской армии. Произведённый в генералы, был назначен командиром кавалерийской бригады в составе дивизии генерала Маргерита, с которой во время сражения под Седаном 1 сентября при Флуане произвёл блестящую атаку на немецкую пехоту. Она привела в восхищение кайзера Вильгельма, который воскликнул: «Какие молодцы!»
После Седанской капитуляции попал в плен и был отправлен в Кобленц, где пробыл до марта 1871 года.

По заключении мира командовал бригадой версальских войск против Парижа и отличился при подавлении Парижской Коммуны своей жестокостью и циничностью во время расстрелов невиновных. Так, в одной из своих прокламаций он кичился тем, что приказал перебить небольшой отряд застигнутых врасплох национальных гвардейцев вместе с их капитаном и лейтенантом. Парижский корреспондент газеты «Daily News» писал 8 июня:
«Колонна арестованных остановилась на авеню Урик и выстроилась в четыре или пять рядов на тротуаре лицом к улице. Генерал маркиз де Галиффе и его штаб спешились и начали осмотр с левого фланга. Медленно двигаясь и осматривая ряды, генерал останавливался то тут, то там, хлопая какого-нибудь человека по плечу или вызывая кивком головы кого-либо из задних рядов. В большинстве случаев, без дальнейших разговоров, человека, выбранного таким образом, заставляли выйти на середину улицы, где вскоре образовалась отдельная колонна меньшего размера... Ясно, что тут был значительный простор для ошибок.
Офицер верхом на лошади указал генералу Галиффе на мужчину и женщину, будто бы виновных в особом преступлении. Женщина, выбежав из рядов, бросилась на колени с вытянутыми вперед руками и в страстных выражениях уверяла в своей невиновности. Генерал выждал некоторое время и с самым бесстрастным лицом и безучастным видом сказал: «Мадам, я бывал во всех театрах Парижа, — не утруждайте себя и не играйте комедии (се n'est pas la peine de jouer la comedie)»...

Было плохо в этот день оказаться заметно выше, грязнее, чище, старше или некрасивее своих соседей. Один человек особенно поразил меня. Очевидно, он быстро избавился от бремени жизни благодаря сломанному носу... Когда таким образом было отобрано больше сотни человек и был назначен отряд расстреливающих, колонна двинулась вперед, оставив их позади. Несколько минут спустя позади нас раздался залп, и огонь продолжался свыше четверти часа. Это была казнь тех наспех осужденных бедняг»
Дурная слава Галифе сохранилась и впредь, в мнении республиканского правительства и общественности. Так, уже спустя практически 50 лет после парижских событий, Маяковский в поэме «Облако в штанах» упомянул генерала:
Вы думаете —
это солнце нежненько
треплет по щечке кафе?
Это опять расстрелять мятежников

грядет генерал Галифе!

### Третья республика

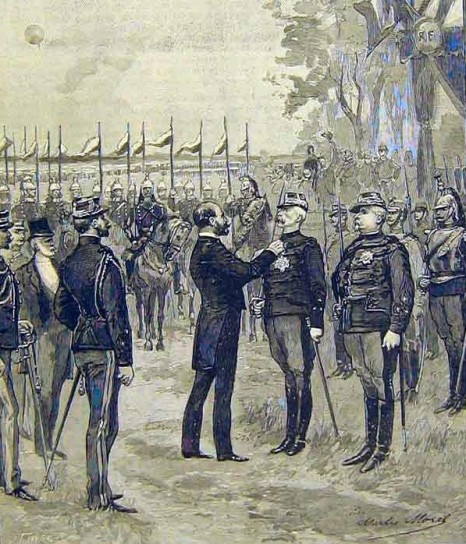
Президент Франции Карно вручает генералу Галифе Воинскую медаль (1891 год)

Назначенный 24 октября 1871 года начальником отряда в Кабильском походе, Галифе совершил быстрый и энергичный переход через пустыню Эт-Голеа, вплоть до оазиса Уаргла (на самом юге Алжира), подавив восстание арабов.

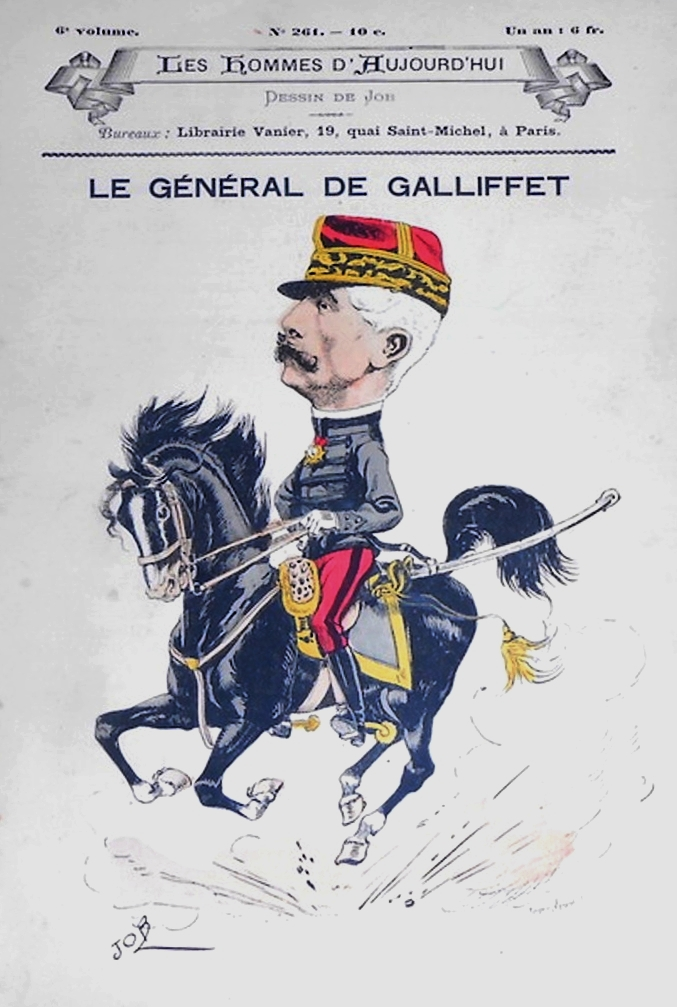
Карикатура «Генерал Галифе» 1886 года.

По возвращении во Францию, Галифе по личному желанию был назначен командиром пехотной бригады. В 1875 году назначен командиром 15-й пехотной дивизии в Дижоне. Он примкнул к республиканской партии и стал товарищем буржуазного республиканца Гамбетты, которого, однако, упрекали за это. Пользуясь большим влиянием, генерал задумал план реорганизации французской кавалерии, много писал о кавалерийской службе, руководил большими кавалерийскими манёврами, им же созданными, и всячески старался подготовить кавалерию к войне. В 1879 году он был назначен начальником 9-го армейского корпуса в Туре и председателем кавалерийского комитета.
Когда в 1880 году правительством Фрейсине была объявлена амнистия коммунаров, беспокойство в буржуазных кругах достигло такого пика, что в правительстве обсуждался проект назначения генерала Галифе губернатором Парижа. В этом же году состоялось назначение Галифе в члены военного совета с оставлением занимаемой должности. С 19 февраля 1882 года по 12 февраля 1885 года он занимал должность командующего 12-м корпусом в Лиможе, а затем был назначен инспектором кавалерии. Благодаря его стараниям была улучшена одежда в кавалерии, уменьшена поклажа, целесообразнее устроен набор новобранцев, значительно поднято кавалерийское образование и улучшен корпус офицеров.
В 1899 году он принял портфель военного министра в кабинете Вальдека-Руссо и, несмотря на преклонный возраст, проявлял необычайную энергию и воодушевление, особенно тогда, когда дело касалось кавалерийских вопросов. В 1901 году подал в отставку вместе со всем кабинетом министров.
Галифе пользовался репутацией выдающегося кавалериста. Среди прочего он постоянно высказывался за необходимость вооружения драгун пикой, наподобие германской кавалерии. По его указанию французская кавалерия была снабжена рейтузами особого покроя, известными ныне под названием «галифе». Существует версия, что Галифе, будучи кривоногим, как и все кавалеристы, придумал такую форму штанов для того, чтобы маскировать кривизну ног. Существует и другая версия - что так он маскировал мочеприёмник , которым вынужден был пользоваться после ранения в живот .